# Petra Weber (Musikwissenschaftlerin)
Petra Weber (* 24. Oktober 1954 in Wetzlar; verheiratete Kindhäuser) ist eine deutsche Musikwissenschaftlerin.

## Leben
Sie besuchte das Landgraf-Ludwigs-Gymnasium in Gießen und machte dort 1972 ihr Abitur. Kindhäuser studierte Musikwissenschaft, Kunstgeschichte und Philosophie an der Ludwig-Maximilians-Universität München bei u. a. Wolfgang Braunfels, Norbert Huse und Hermann Krings und promovierte im Jahre 1980 bei Jürgen Eppelsheim und Johannes Holthusen mit der Dissertation „Die Lieder Mussorgskijs. Herkunft und Erscheinungsform“.
Seit 1999 ist sie Professorin für Musikwissenschaft an der Universität Koblenz-Landau. Sie veröffentlichte eine Vielzahl von kulturwissenschaftlichen Artikeln, darunter u. a. in den Zeitschriften Universitas, Archiv für Musikwissenschaft und Fono Forum.

## Publikationen
- Die Lieder Mussorgskijs: Herkunft und Erscheinungsform, Wilhelm Fink Verlag, München, 1982, ISBN 3-77052-035-1.
- Beethovens Bearbeitungen britischer Lieder, Wilhelm Fink Verlag, 1994, ISBN 3-77052-955-3.

Als Herausgeberin:
- Rudolf Bockholdt: Bau und Geschehen. Texte zur Musik: Zum 75. Geburtstag des Autors, Hans Schneider Verlag, 2005, ISBN 3-79521-187-5.
- Wolfgang Osthoff: Musik aus freiem Geist im zwanzigsten Jahrhundert: Texte 1966–2006,  Hans Schneider Verlag, 2007, ISBN 3-79521-229-4.
- Die Wiener Klassiker und das Italien ihrer Zeit. Festschrift für Christian Speck zum 60. Geburtstag, Wilhelm Fink Verlag, 2015, ISBN 3-77055-875-8.
- Musica Enchiriadis, Wilhelm Fink Verlag, 2016, ISBN 3-77056-054-X.